# Manto hypoleuca
Manto hypoleuca är en fjärilsart som beskrevs av William Chapman Hewitson 1865. Manto hypoleuca ingår i släktet Manto och familjen juvelvingar. Inga underarter finns listade i Catalogue of Life.

## Bildgalleri

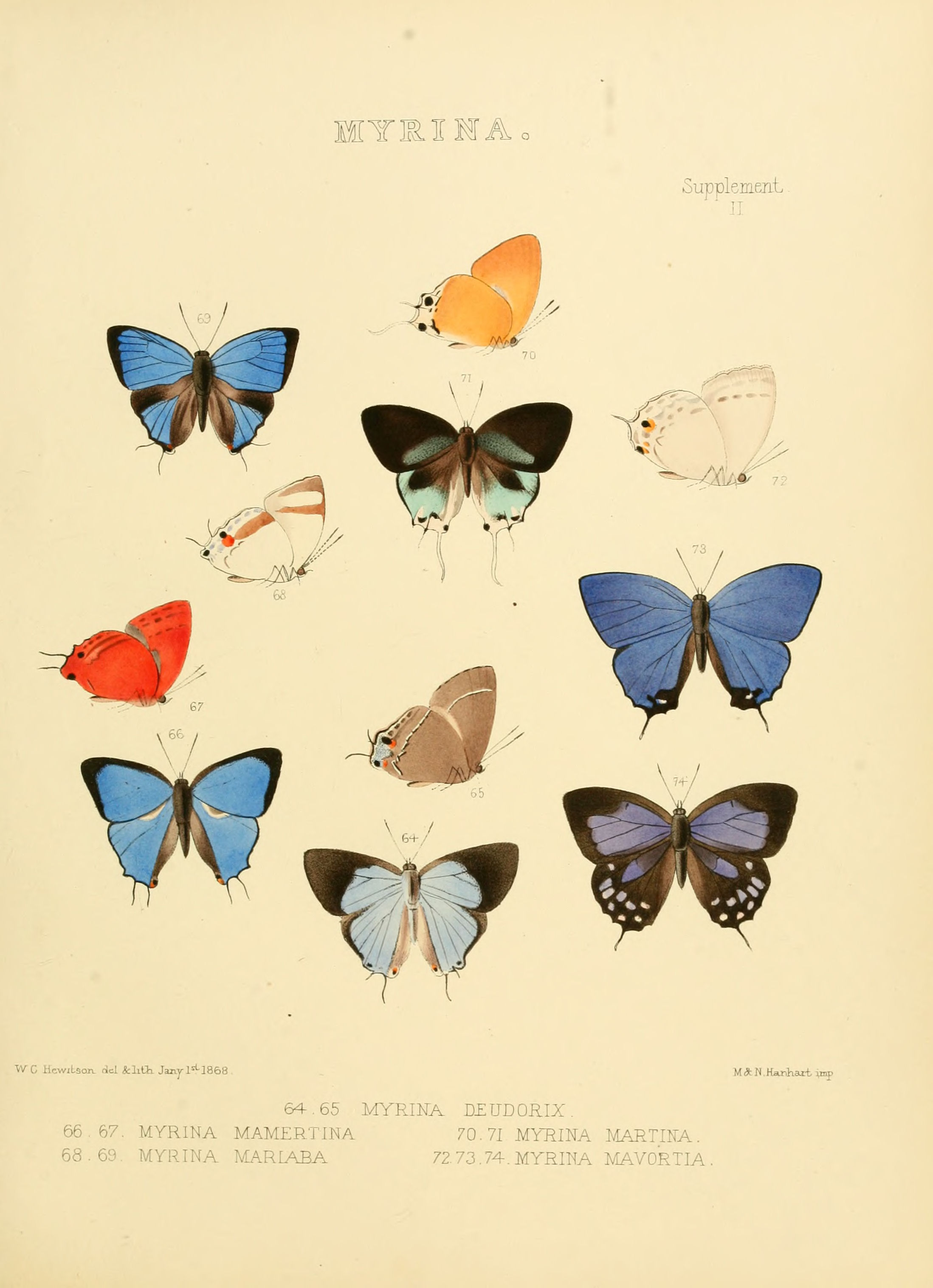
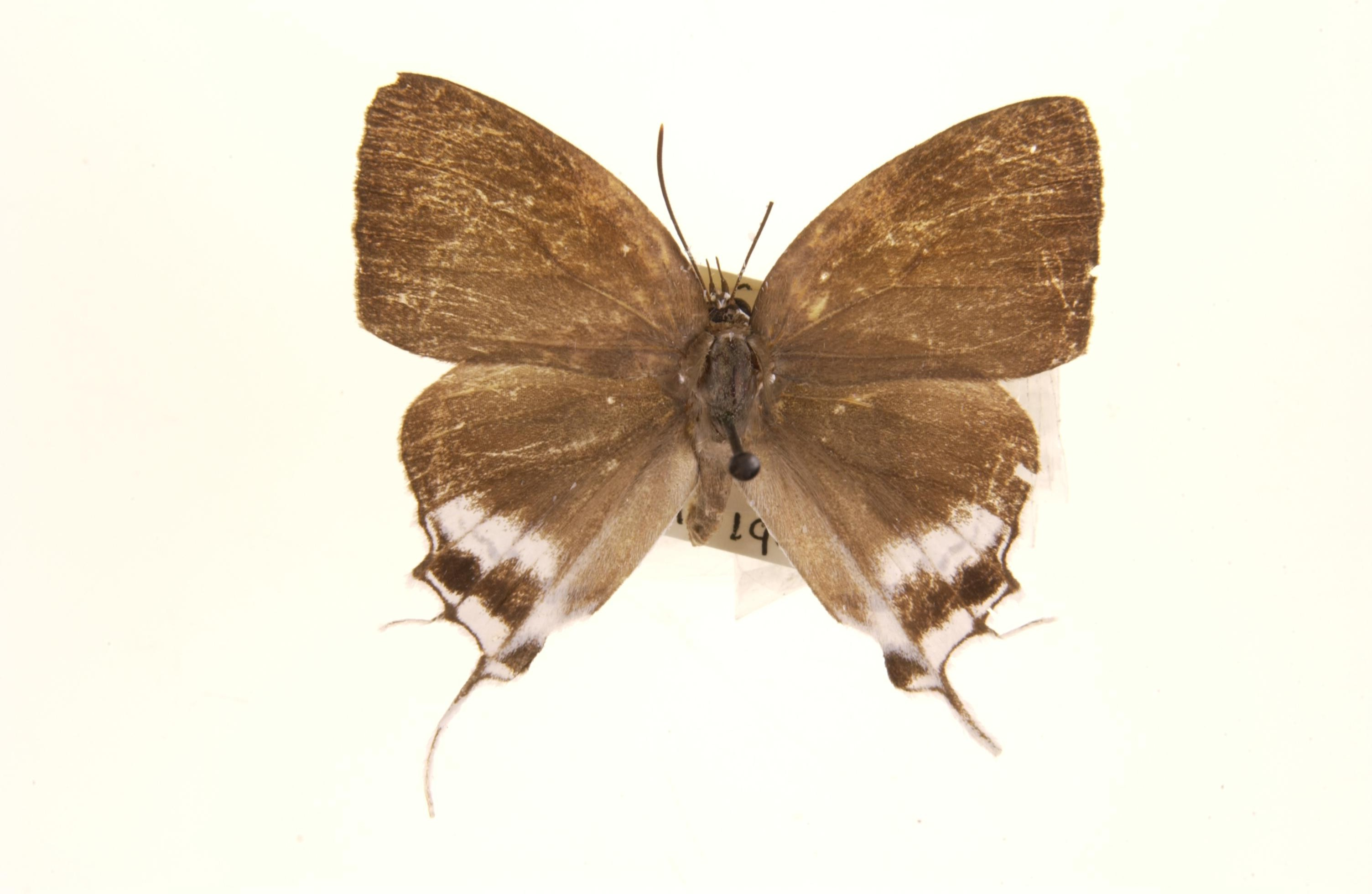
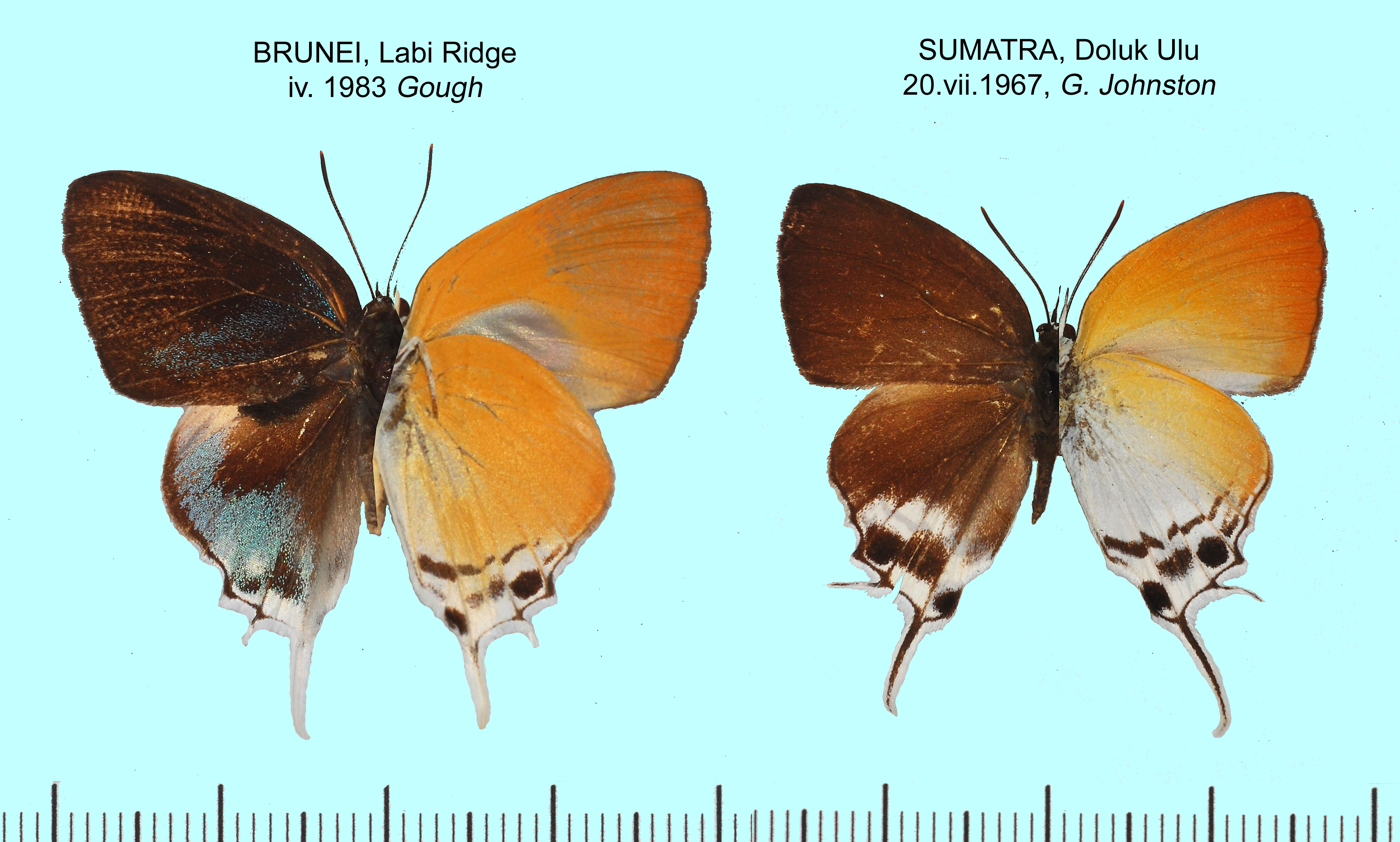
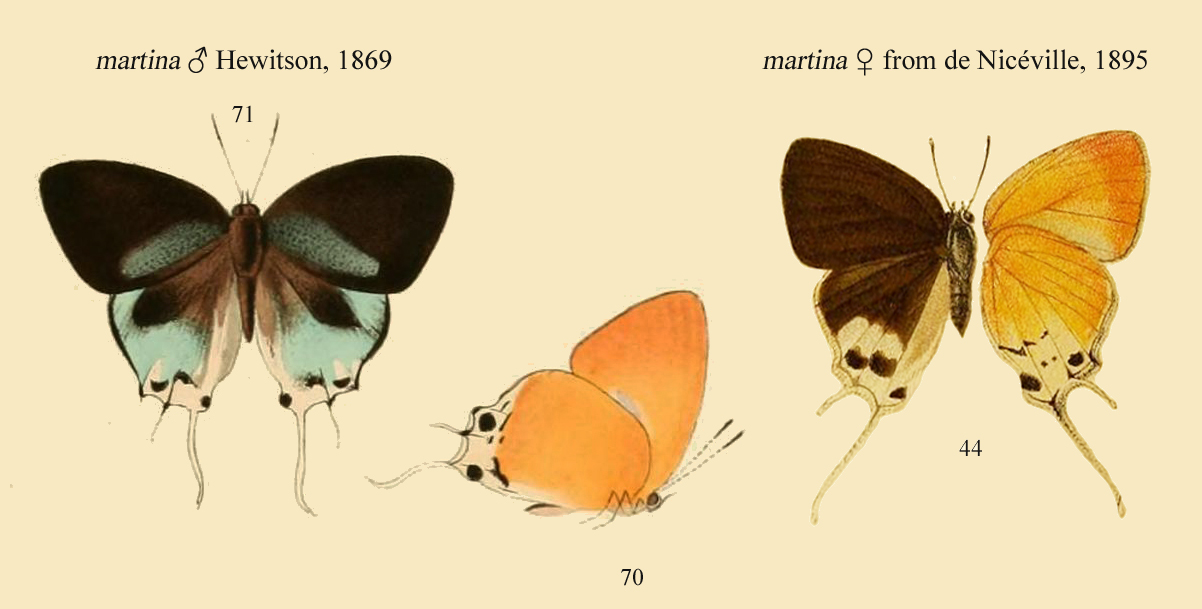